# МТЗ-50
МТЗ-50 «Белару́сь» (жарг. «Полтинник») — марка колёсных универсальных сельскохозяйственных тракторов, выпускавшихся Минским тракторным заводом с 1962 года по 1985 годы.
После окончания Великой Отечественной войны в СССР полным ходом шло восстановление и модернизация промышленности и сельского хозяйства. В начале 1950-х годов принимаются решения о вводе в сельскохозяйственный оборот обширных целинных земель в Казахстане, Поволжье, Урале, и на Дальнем Востоке. Народное хозяйство страны остро нуждалось в новых образцах надёжной и неприхотливой техники.
Весной 1958 года экспериментальный цех Минского тракторного завода им. Ленина представил на рассмотрение научно-технического совета Всесоюзного объединения «Союзсельхозтехника» несколько опытных образцов трактора. По результатам испытаний конструкция была одобрена и трактор был рекомендован к серийному производству как колёсный универсальный, класса 1,4 т. Трактор оснащался атмосферным рядным дизельным двигателем, мощностью не менее 55 л. с.
Трансмиссия трактора оснащалась 9-ступенчатой коробкой передач + 2 передачи заднего хода, что обеспечивало выбор потребных режимов движения при скоростях от 1,65 до 25,5 км/ч.
В 1959 году были закончены государственные испытания, по результатам которых конструкция была доработана, выпущена необходимая документация и сдана в производство. На базе трактора МТЗ-50 была разработана модификация высокой проходимости с двумя ведущими мостами — МТЗ-52.
Трактор строился по традиционной для своего семейства компоновке: полурамная конструкция с несущими картерами узлов трансмиссии, переднее расположение двигателя, задние ведущие колёса увеличенного диаметра, передние направляющие колёса уменьшенного диаметра.

## Описание
Оснащённость и технические характеристики трактора МТЗ-50 и его модификаций могут и в настоящее время соответствовать запросам малых фермерских хозяйств и небольших предприятий. Экономичность расхода топлива составит конкуренцию некоторым современным тракторам.
Колёсные тракторы «Беларусь» семейства МТЗ-50, МТЗ-52 — это универсальные сельскохозяйственные тракторы класса 1,4 т, на которые устанавливались дизельные двигатели Д-50 (50Л).
Трактор сконструирован по нормальной схеме и имеет полурамную конструкцию. Полурама выполнена из двух швеллеров, соединённых между собой передним литым брусом.
Собственно остов трактора состоит из полурамы и трёх агрегатов: муфты сцепления, коробки передач и заднего моста. В передней части остова смонтирован двигатель со вспомогательным оборудованием и радиатор системы охлаждения. Двигатель крепится при помощи шарнирных опор к переднему брусу полурамы и закрыт облицовкой аллигаторного типа с возможностью откидывать её вперёд по ходу трактора.
Непосредственно за двигателем расположены механизмы силовой передачи трактора: муфта сцепления, коробка передач и задний мост, на корпусе которого закреплены механизмы тормозов и установлен вал отбора мощности (ВОМ) а также механизм задней навески гидравлической системы.
Гидравлическая система — раздельно-агрегатная. Насос гидросистемы получает вращение от двигателя через шестерни привода ВОМ. На корпусе муфты сцепления закреплён масляный бак и корпус гидроагрегатов (распределитель, гидроувеличитель сцепного веса). Для работы с прицепными машинами на продольных тягах задней навески установлена поперечина со стандартной прицепной вилкой.
Агротехническая колея переменная и может регулироваться в пределах 1200—1800 мм. Передние малые управляемые и задние колёса большого диаметра защищены крыльями.

## Технические характеристики

### Двигатель
На трактора семейства МТЗ-50 (50Л, 50X), МТЗ-52 (52Л) устанавливались дизельные атмосферные двигатели Д-50 и Д-50Л номинальной мощностью  41 кВт (55 л. с.). Двигатели различались лишь системами пуска. Д-50 имел систему пуска от электростартера, а Д-50Л  — от двухтактного бензинового двигателя (пускача).
Конструкция узлов и механизмов двигателя была рассчитана на работу без капитального ремонта до 5000 мото-часов при условии правильной эксплуатации и своевременного обслуживания.
Двигатели четырёхтактные, четырёхцилиндровые рядные с водяным охлаждением и вихревой камерой.
|                                                      | Д-50                     | Д-50Л                     |
| ---------------------------------------------------- | ------------------------ | ------------------------- |
| Мощность л. с. (номинальная)                         | 55                       | 55                        |
| Число оборотов в мин. (номинальное)                  | 1700                     | 1700                      |
| Расход топлива на минимальных оборотах г/э. л. с. ч. | 195                      | 195                       |
| Способ смесеобразования                              | вихревая камера          | вихревая камера           |
| Порядок зажигания                                    | 1-3-4-2                  | 1-3-4-2                   |
| Число цилиндров                                      | 4                        | 4                         |
| Диаметр цилиндра, мм                                 | 110                      | 110                       |
| Ход поршня, мм                                       | 125                      | 125                       |
| Степень сжатия (расчётная)                           | 16                       | 16                        |
| Система пуска                                        | электростартёр СТ-212    | Пусковой двигатель ПД-10У |
| Вес сухого двигателя кг                              | 410                      | 470                       |
| Применяемое топливо                                  | дизельное (ГОСТ 4749-49) | дизельное (ГОСТ 4749-49)  |
| Ёмкость системы охлаждения л                         | 20                       | 22                        |

### Силовая передача
Силовая передача трактора служит для передачи вращения коленчатого вала двигателя к ведущим колёсам и включает в себя следующие механизмы:
- муфта сцепления,
- соединительная муфта,
- коробка передач,
- задний мост.

Муфта сцепления сухая, однодисковая, постоянно замкнутая. Коробка передач 9-ступенчатая (9 передач для движения вперёд и 2 передачи для движения назад). Для переключения на пониженные передачи используется специальный вал. Задний мост имеет дифференциал с функцией блокировки. Управление блокировкой механическое с помощью педали расположенной на полу кабины.

### Ходовая система и рулевое управление
Подвеска задних колес — жёсткая. На передних колесах используется полужесткая подвеска, имеется специальный балансирный мост.
Задние колеса соединены с осями при помощи «клеммовидных соединений», что позволяет при необходимости без затруднений отсоединить их и позволяет бесступенчато изменять ширину колеи в пределах 1400—2100 мм. Колея передних колёс также регулируется в пределах 1200—1800, но ступенчато, с шагом 100 мм. Дорожный просвет 465 мм. Тормозные механизмы дисковые. Управление поворотом — передними колёсами. Имеется гидроусилитель рулевого управления.

### Раздельно-агрегатная гидравлическая система
Трактор оборудован раздельно-агрегатной гидравлической системой, включающей в себя шестерёнчатый насос НШ-32, приводимый от двигателя, трёхсекционный золотниково-клапанный гидрораспределитель, гидроцилиндр управления навесным оборудованием.

### Электрооборудование
Электрооборудование состоит из следующих основных частей и агрегатов:
- генератор;
- стартёр;
- стартёр пускового двигателя постоянного тока, номинальное напряжение на выходе — 12 В;
- свечи накаливания — СНД-100-Б3[9], максимальный рабочий ток — 50 А, рабочее напряжение, подводимое к свече — 1,4 В, сопротивление — 0,02 Ом;
- система зажигания[5].

|                                                          | МТЗ-50 (50Л)                          | МТЗ-52 (52Л)                          |
| -------------------------------------------------------- | ------------------------------------- | ------------------------------------- |
| Тип трактора                                             | Колёсный универсальный, класса 1,4 т. | Колёсный универсальный, класса 1,4 т. |
| Длина (по концам продольных тяг), мм                     | 3815                                  | 3930                                  |
| Ширина (по полуосям задних колёс), мм                    | 1970                                  | 1970                                  |
| Высота (по кабине), мм                                   | 2485                                  | 2485                                  |
| Продольная база, мм                                      | 2370                                  | 2450                                  |
| Агротехническая колея (по передним и задним колёсам), мм | 1200 — 1800                           | 1200 — 1800                           |
| Радиус поворота, м                                       | 2,5                                   | 2,7                                   |
| Вес трактора (конструктивный), кг                        | 2790                                  | 2990                                  |
| Двигатель                                                | Д-50, Д-50Л                           | Д-50, Д-50Л                           |
| Мощность двигателя (номинальная), л. с.                  | 55                                    | 55                                    |
| Колёсная формула                                         | 4×2                                   | 4×4                                   |
| Передний ведущий мост                                    | -                                     | +                                     |
| Размеры шин передних колёс, мм                           | 200-508 (7,5-20')                     | 210-508 (8,3/8-20')                   |
| Задних колёс, мм                                         | 330-965 (13,6/12-38')                 | 330-965 (13,6/12-38')                 |

## Модификации
За годы выпуска, конструкция трактора неоднократно модернизировалась. Для нужд народного хозяйства выпускались специальные модификации:
- МТЗ-60 и МТЗ-62 — с двигателем СМД-12, мощностью 65 л. с. — (выпускалась в основном на экспорт)
- МТЗ-50Х — высококлиренсная хлопководческая, с одним передним колесом или двумя сближенными колёсами (выпускалась совместно с Ташкентским тракторным заводом)
- МТЗ-50К (Т-50К) — крутосклонная колёсная, выпускалась в Тбилиси.
- Т-50В и Т-54В — гусеничная, для работы в виноградниках.
- МТЗ-50Р — полугусеничная, для работы на рисовых чеках.
- МТЗ-52Н — низкоклиренсная, (задние колёса уменьшенного размера, балочный передний мост вместо портального).
- МТЗ-50Л — отличался от МТЗ-50 пусковым устройством двигателя.

За годы выпуска менялся внешний вид и конструкция кабины, хотя индексация оставалась без изменений:
- В начале 1960-х годов с полукруглой решёткой радиатора и бескаркасной кабиной с брезентовой крышей
- С конца 1960-х годов с прямоугольной решёткой радиатора
- В 1970-х годах — с изменённым внешним видом капота
- В конце 1970-х годов — с каркасной кабиной увеличенного размера и стеклопластиковой крышей.

## Галерея
- МТЗ-52 «Супер» Армии ГДР
- МТЗ-52 на сельхозработах
- МТЗ-60 первых модификаций
- МТЗ-60 последних модификаций
- Беларусь МТЗ-60